# Tom Konkle
Thomas „Tom“ Konkle (* 1. Juni 1966 in Fairfax, Virginia) ist ein US-amerikanischer Schauspieler, Synchronsprecher und Filmschaffender.

## Leben
Konkle wurde am 1. Juni 1966 in Fairfax geboren. Er ist Eigentümer der zwei Produktionsfirmen Pith-e Productions und Lumen Actus LLC. Letztere besteht seit März 2010. Zu Beginn der 1980er Jahre übernahm er die Aufgaben eines Synchronsprechers in verschiedenen für den US-amerikanischen Markt übersetze Serien und Filme aus Japan. Ab den 1990er Jahren folgten auch Besetzungen als Filmschauspieler. Ehe er 2009 in der Fernsehserie Safety Geeks: SVI in der Rolle des Budwin Yacker zu sehen war, wirkte er als Episodendarsteller in verschiedenen Fernsehserien wie The Office, The Game oder The Secret Life of the American Teenager mit. Von 2010 bis 2011 stellte er in der Fernsehserie Ask Grim den gleichnamigen Hauptdarsteller Grim dar. Für die Serie verfasste er außerdem das Drehbuch. 2018 übernahm er im Mockbuster Hornet – Beschützer der Erde die Rolle des Biff.

## Filmografie (Auswahl)

### Schauspiel
- 1994: Lester McFwap's Carnival of Vomit (Kurzfilm)
- 2002: Spy TV (Fernsehserie, 6 Episoden)
- 2003: The Accusation (Kurzfilm)
- 2003: The Orlando Jones Show (Fernsehserie)
- 2003: Secret to Happiness Is a Bad Memory (Kurzfilm)
- 2003: The Animal in Us All (Kurzfilm)
- 2004: Arrested Development (Fernsehserie, Episode 2x02)
- 2005: Who Makes Movies? (Kurzfilm)
- 2005: The Art of Conversation (Kurzfilm)
- 2006: Flushing Guppies (Fernsehfilm)
- 2007: The Office (Fernsehserie, Episode 3x20)
- 2007: The Game (Fernsehserie, Episode 2x07)
- 2008: Back to You (Fernsehserie, Episode 1x09)
- 2008: The Archaeology of Comedy
- 2008: No News Is Good News! (Kurzfilm)
- 2008: The Secret Life of the American Teenager (Fernsehserie, Episode 1x04)
- 2008: Americans for the Arts: Raisin Brahms (Kurzfilm)
- 2008: Comedy Gumbo (Fernsehserie, 3 Episoden, verschiedene Rollen)
- 2008: Baxter Smalls (Kurzfilm)
- 2009: Step Seven (Kurzfilm)
- 2009: Ill-Advised (Fernsehfilm)
- 2009: The Crew (Fernsehserie, Episode 2x01)
- 2009: Safety Geeks: SVI (Fernsehserie, 11 Episoden)
- 2010: The Unemployment of Danny London (Fernsehserie, Episode 1x01)
- 2010: The Jeff Lewis 5 Minute Comedy Hour (Fernsehserie, Episode 1x04)
- 2010: Destiny's Stop (Kurzfilm)
- 2010–2011: Ask Grim (Fernsehserie, 9 Episoden)
- 2011: Douchebags TV (Fernsehserie, Episode 1x01)
- 2011: Elevator (Fernsehserie, 2 Episoden)
- 2011: Solo: The Series (Fernsehserie, Episode 1x05)
- 2011: Community (Fernsehserie, Episode 2x24)
- 2011: The Guild (Fernsehserie, Episode 5x03)
- 2011: Death Inc. (Kurzfilm)
- 2012: Luck (Fernsehserie, Episode 1x06)
- 2012: P.J. O'Rourke: The Movie (Kurzfilm)
- 2012: The Pattern (Kurzfilm)
- 2012: Dragonfly Red (Fernsehserie)
- 2012: Jacko's Wild Ride (Fernsehserie)
- 2012: Apostel Petrus und das letzte Abendmahl (Apostle Peter and the Last Supper)
- 2013: Ghost Quest! (Fernsehserie)
- 2013: Clutch (Fernsehserie, Episode 2x10)
- 2013: Lost Liz Taylor Perfume Commercial (Kurzfilm)
- 2013: Chasing Chimera's (Kurzfilm)
- 2013–2014: Zeit der Sehnsucht (Days of Our Lives, Fernsehserie, 2 Episoden, verschiedene Rollen)
- 2014: Intelligence (Fernsehserie, Episode 1x10)
- 2016: Mule (Kurzfilm)
- 2017: Beauty and the Baller (Fernsehserie, Episode 1x08)
- 2018: Baskets (Fernsehserie, Episode 3x03)
- 2018: Trouble Is My Business
- 2018: Vergeltung (A Reckoning)
- 2018: Hornet – Beschützer der Erde (Hornet)
- 2019: Fauxcumentary
- 2020: Come Find Me (Kurzfilm)
- 2020: Noise in the Middle
- 2020: The Haunting of Ebenezer Scrooge or the Festivus Incident (Podcastserie)
- 2021: The Reasonably Amazing Adventures of Flash Gordon Radio (Podcastserie)
- 2021: Dracula A Symphony of Blood (Podcastserie)

### Synchronisation
- 1983: Der Superfighter (A計劃/'A' Gai Waak)
- 1987: Wings of Honneamise (王立宇宙軍 オネアミスの翼/Ôritsu uchûgun Oneamisu no tsubasa, Zeichentrickfilm)
- 1987: Cover Hard 2 (龍虎風雲/Lungfu Fungwan)
- 1987: Black Magic M-66 (ブラックマジック M-66/Burakku Majikku M-66, Zeichentrickfilm)
- 1987: Projekt B (A計劃續集/'A' Gai Waak Juk Jaap)
- 1993: Executioners (东方三侠/Dung fong sam hap)
- 1993: Iron Tiger (Fong Sai-Yuk tsuktsap)
- 1993: The Super Dimension Century Orguss 02 (Chôjikû seiki Ôgasu 02, Zeichentrickserie)
- 1994: Street Fighter II – The Animated Movie (ストリートファイターII MOVIE/Sutorīto Faitā II Movie, Zeichentrickfilm)
- 1994: Phantom Quest Corp. (幽幻怪社/Yûgen kaisha, Zeichentrickfilm)
- 1994: Macross Plus (マクロスプラス/Macross Plus, Zeichentrickserie, 4 Episoden)
- 1995: Jet Li's The Enforcer (Kap ba ba dik sung)
- 1995: El Hazard (神秘の世界エルハザード/Shimpi no Sekai El Hazard, Zeichentrickserie)
- 1996: Iron Monkey 2 (Jie tou sha shou)
- 1997: Battle Athletes Victory (バトルアスリーテス 大運動会/Battle Athletes daiundôkai, Zeichentrickserie)
- 1998: Trigun (トライガン/Toraigan, Zeichentrickserie)
- 1998: Serial Experiments Lain (Zeichentrickserie, 2 Episoden)
- 2010: Red Dead Redemption (Computerspiel)
- 2012: Love Rush Lottery (Kurzfilm)
- 2014: Unser Kosmos: Die Reise geht weiter (Cosmos: A Spacetime Odyssey, Fernsehdokuserie, Episode 1x03)
- 2016: Bleib cool, Scooby-Doo! (Be Cool, Scooby-Doo!, Zeichentrickserie, Episode 1x20)
- 2018: Red Dead Redemption 2 (Computerspiel)

### Filmschaffender
- 1990: Dynamo Duck (Miniserie, Drehbuch)
- 1994: Lester McFwap's Carnival of Vomit (Kurzfilm; Produktion, Drehbuch, Filmschnitt)
- 2003: The Accusation (Kurzfilm; Produktion, Drehbuch, Filmschnitt)
- 2003: Secret to Happiness Is a Bad Memory (Kurzfilm; Produktion, Drehbuch)
- 2003: The Animal in Us All (Kurzfilm; Produktion, Drehbuch)
- 2008: The Archaeology of Comedy (Produktion, Drehbuch, Regie, Filmschnitt)
- 2009–2013: Invention with Brian Forbes (Fernsehserie; Produktion, Drehbuch, Regie)
- 2010–2011: Ask Grim (Fernsehserie; Drehbuch)